# Gunung Padang
Gunung Padang est un site mégalithique dont la datation est controversée et situé dans le village de Karyamukti, dans le kabupaten de Cianjur, province de Java occidental, en Indonésie.

## Historique
L'existence du site est mentionnée en 1914 dans les Rapporten van de oudheid kundigen Dienst (ROD) (« Rapport du service des antiquités »). L'historien néerlandais Nicolaas Johannes Krom le mentionne également en 1949. Des employés du Pusat Penelitian Arkeologi Nasional ont visité le site en 1979 pour une étude archéologique, historique et géologique.

## Situation
Le site se trouve à trente kilomètres au sud-ouest de la ville de Cianjur. Les villages les plus proches du site sont Cimanggu, Ciwangun et Cipanggulakan.

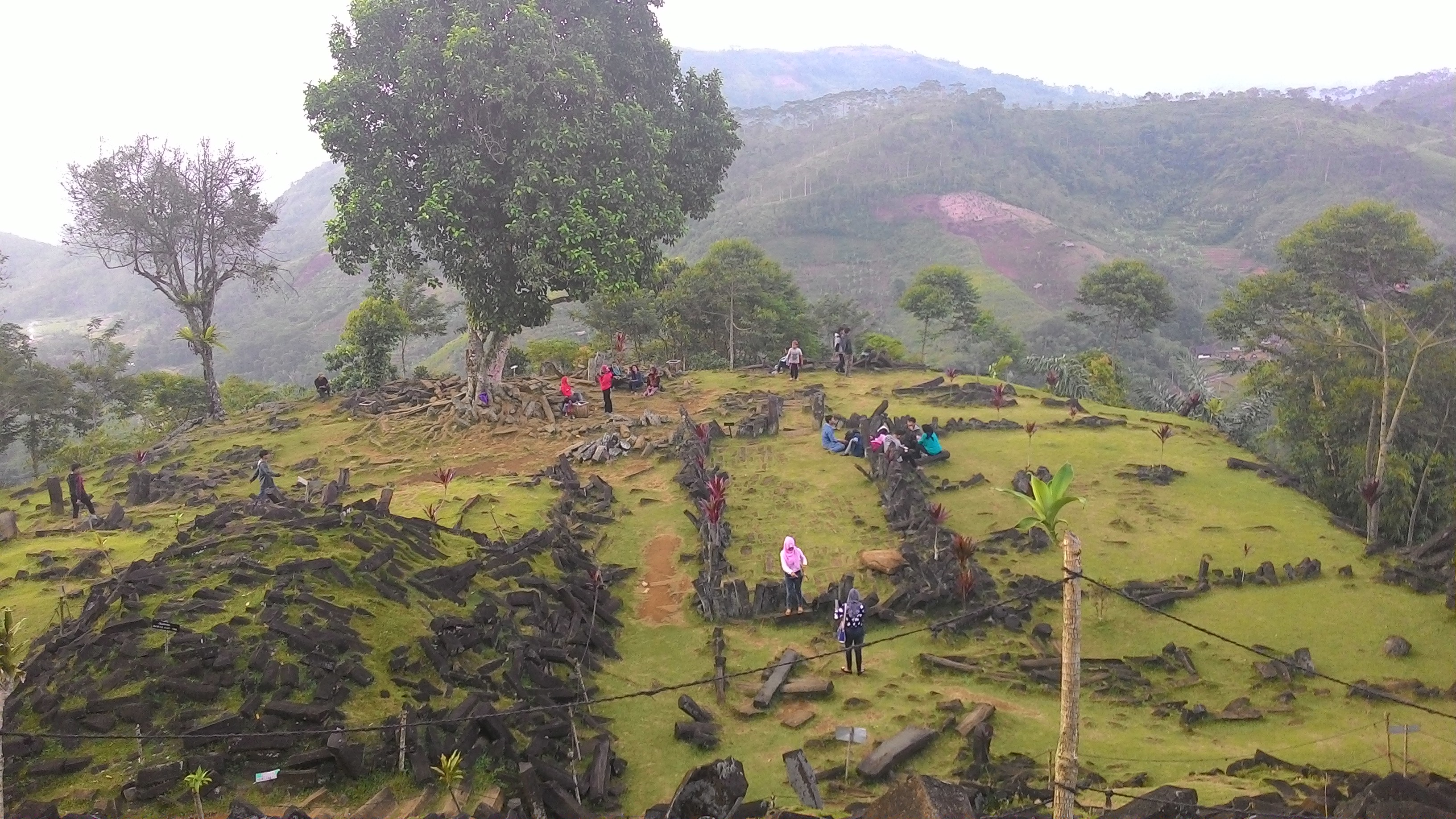
Vue générale de la 5e terrasse de Gunung Padang

## Description
Situé à 885 mètres d'altitude, le site couvre une colline en une succession de terrasses bordées de murs de soutènement de pierre, auxquelles on accède par une montée de 400 marches formant une ascension de 95 mètres de dénivelé. Il est couvert de massives pierres rectangulaires d'origine volcanique, auxquelles les habitants de la région ont donné des noms[pas clair]. Ils considèrent le lieu comme sacré et croient qu'il a pour origine une tentative du roi Siliwangi de Pajajaran de construire un palais en une nuit.
La part respective de la formation naturelle de blocs basaltiques d'origine volcanique et des aménagements dus à des sociétés humaines, éventuellement à différentes époques, est sujette à débat parmi les scientifiques et archéologues.

## Datation
Selon le géologue Danny Hilman Natawidjaja (en), se basant sur des datations par le carbone 14 du mortier agglomérant les blocs de basalte, le site serait vieux de plus de 9 000 ans. Cette datation est controversée, car ce serait alors l'indication d'une civilisation présente dans la région à cette époque reculée qui serait l'une des premières civilisations connues, voire la première, avec celle de Göbekli Tepe, mais dont aucune trace n'a été trouvée par ailleurs. Les vestiges archéologiques de cette époque dans cette région suggèrent une population de chasseurs-cueilleurs aux outils faits d'os,.
L'archéologue Harry Truman Simanjuntak (en) suggère en 2014 que le site pourrait avoir été bâti entre le IIe et le VIe siècle de notre ère.

### Thèses controversées
Sur la base de la datation par le carbone 14, Danny Hilman Natawidjaja, un géologue indonésien expert en géologie et géotectonique des séismes, suggère que le site a été construit comme une pyramide géante il y a 9 000 à 20 000 ans, voire 27 000 ans ce qui impliquerait l'existence d'une ancienne civilisation avancée inconnue.
Son analyse est remise en question par d'autres scientifiques et trente-quatre scientifiques indonésiens ont signé une pétition remettant en question les motivations et les méthodes de l'équipe de Danny Hilman Natawidjaja. Le volcanologue Sutikno Bronto suggère que le résultat de la datation par le carbone 14 ait été biaisé par les intempéries et suggère d'autre part que la colline constitue le col d'un ancien volcan et non une pyramide artificielle,.
En réalité, d'après l'étude en question, il y aurait au moins trois strates : une première située entre 3 000 et 3 500 ans recouvrant une deuxième couche datée de 7 500 à 8 300 ans qui recouvre une troisième couche à 15 mètres de profondeur datée de plus de 9 000 ans et 22 000 ans à 30 mètres de profondeur. Le cœur de la pyramide serait un pic d'origine naturelle (lave andésitique) et aurait été sculpté puis enveloppé de bâti.

## Protection
Le site a été classé en 2014 par le gouvernement indonésien sur une superficie de 29 hectares.